# 타이베이 당대예술관

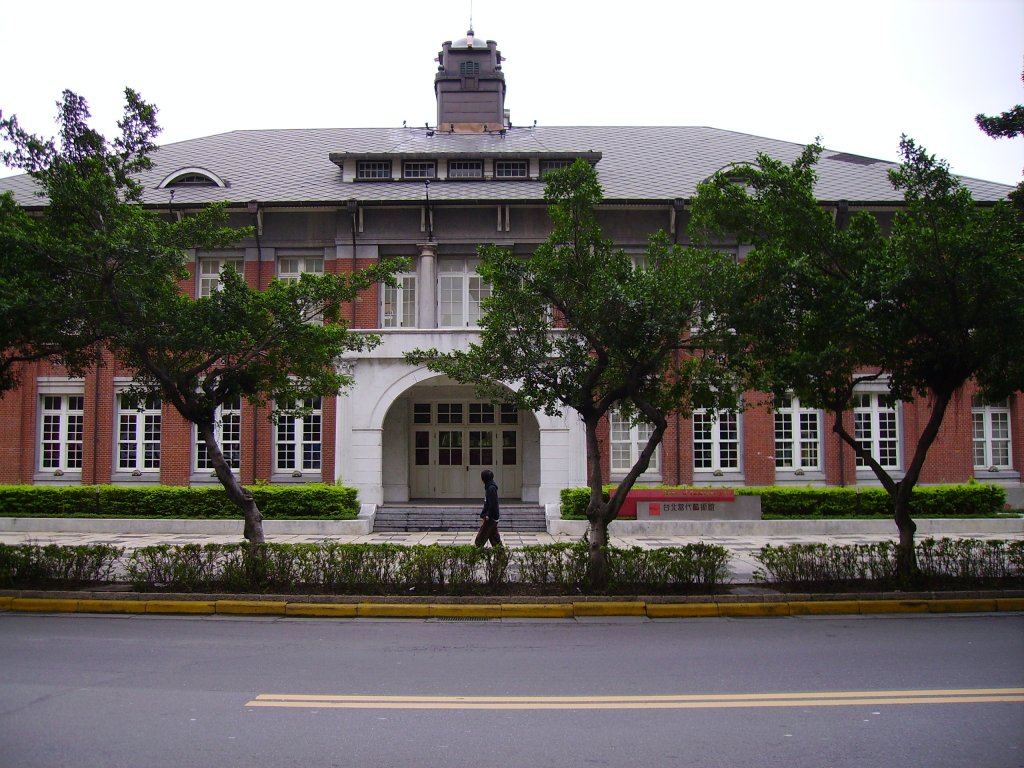
타이베이 당대예술관

타이베이 당대예술관(台北當代藝術館，병음: Táiběi Dāngdài Yìshùguǎn)은 타이완 타이베이시에 있는 미술관이다. 모던 아트를 중심으로 하고 있다.